# Европейски път E21
Европейски път Е21 е европейски автомобилен маршрут от категория А, свързващ Мец (Франция) на запад и Женева (Швейцария) на изток. Дължината на маршрута е 458 km.
Маршрутът на Е21 минава през градовете Нанси и Дижон.
Е21 е свързан със следните маршрути:
| - E25 - E50 - E23 | - E17 - E60 - E15 | - E607 - E62 |

## Галерия
- Е21 в Швейцария
- Е21 край Нанси